# Vluchthavenbrug
De Vluchthavenbrug (brug 1927) is een basculebrug in Amsterdam-Centrum.
Deze voetgangersbrug werd rond 2012 gelegd rond een binnenhaven die was ontstaan tussen de Westerdoksdijk en een nieuwbouwcomplex genaamd IJdock. De brug is ontworpen door architecten- en ingenieursbureau Ney & Partners. De stalen brugplaten worden gedragen door zes U-vormige brugpijlers. Het brugdek golft zoals het onderliggende water, concaven wisselen de convexen af in een simulatie van een vlucht van de reiger. De duizend balusters/stijlen volgen de beweging van de krommingen, maar dragen geen leuningen. De nachtelijke led-verlichting benadrukt de golvende elementen.

Ney & Partners kregen voor deze brug een eervolle vermelding bij het Britse "Footbridge Congress 2014". Ze waren tevens winnaar, maar dan in de categorie “korte overspanning” voor twee voetgangersbruggen bij de Smedenpoort in Brugge. Het juryrapport over de Vluchthavenbrug: 
Briljante brug. Het gebruik van één enkele staalplaten dek is subliem en de borstweringen zijn fantastisch. Een elegante en doordachte vorm en aandacht voor detail. 
Door het rasterwerk kan men het onderliggen water zien. De daadwerkelijke basculebrug is alleen herkenbaar aan de seinlampen en blauw signaalbord(voor boten) en brughekken (voetgangers). Onder de andere brugdekken kan niet doorgevaren worden; ze zijn door een drijfbalk en/of remmingswerk geblokkeerd.
De naam van de brug verwijst naar "De vluchthaven", een binnenhaven aan het open IJ achter het Koloniaal etablissement, waarin ten tijde van de bouw van IJdock de Amsterdamse Waterpolitie was gevestigd. Er lag een door middel van steigers gecreëerde binnenhaven waar schepen konden aanmeren. Op de plaats van die vluchthaven werd IJdock gebouwd, de Vluchthavenbrug werd gebouwd op de afgegraven en volgestroomde terreinen van het genoemde etablissement.

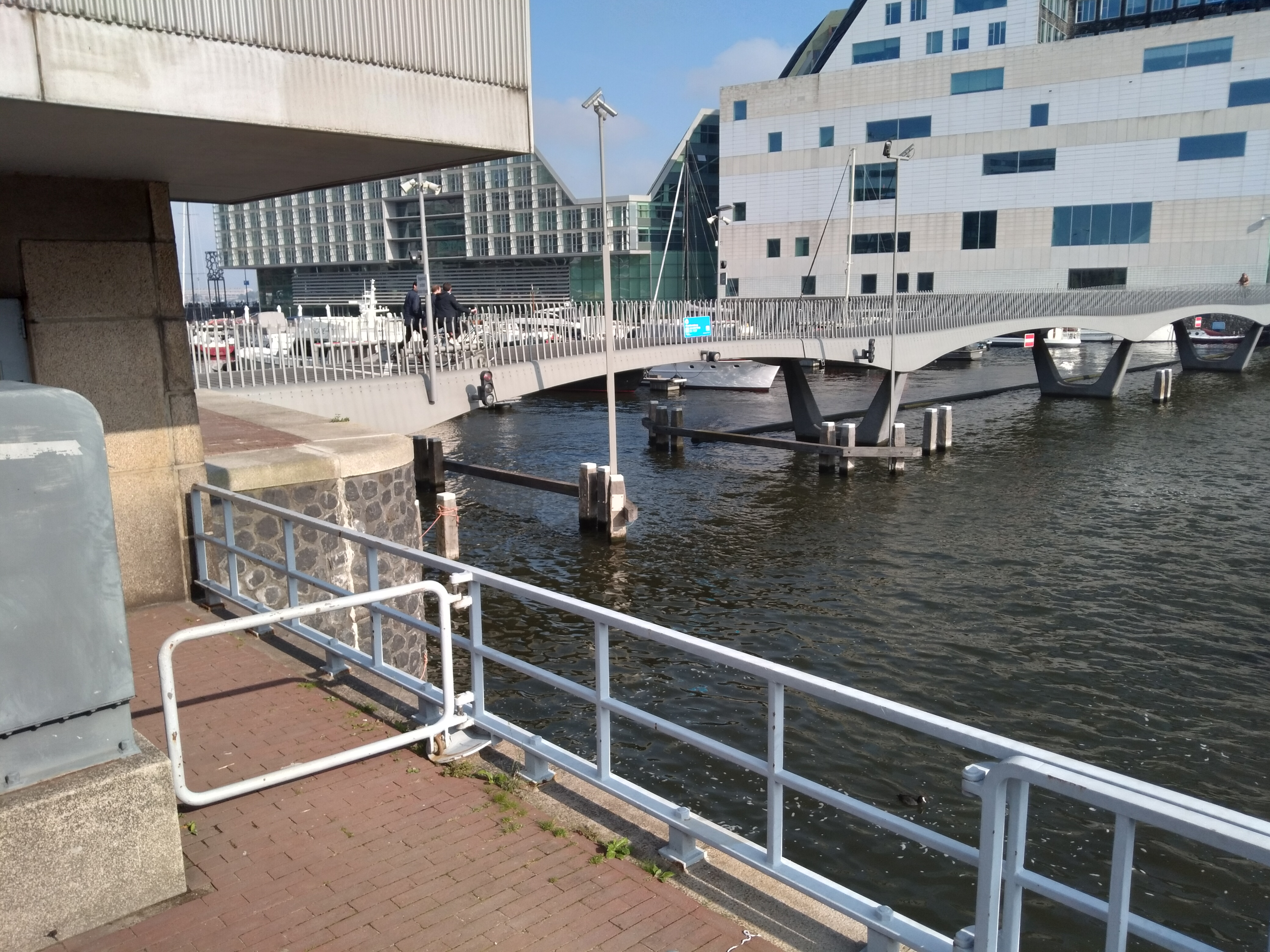
Basculedeel aangegeven met blauwe plaat (oktober 2021)

<<< · 1900 · 1901 · 1902 · 1904 · 1906 · 1907 · 1908 · 1909 · 1910 · 1911 · 1913 · 1914 · 1915 · 1916 · 1917 · 1919 · 1920 · 1922 · 1923 · 1925 · 1927 · 1929 · 1930 · 1931 · 1932 · 1933 · 1935 · 1936 · 1937 · 1938 · 1939 · 1940 · 1941 · 1942 · 1944 · 1945 · 1946 · 1947 · 1948 · 1949 · 1950 · 1951 · 1952 · 1953 · 1954 · 1955 · 1956 · 1957 · 1958 · 1959 · 1960 · 1961 · 1962 · 1963 · 1964 · 1965 · 1966 · 1967 · 1968 · 1969 · 1970 · 1971 · 1972 · 1973 · 1974 · 1975 · 1976 · 1977 · 1978 · 1979 · 1980 · 1981 · 1982 · 1983 · 1984 · 1985 · 1986 · 1987 · 1988 · 1989 · 1990 · 1991 · 1992 · 1993 · 1994 · 1995 · 1996 · 1997 · 1998 · 1999 · >>>
Brugnummers 1903, 1905, 1912, 1918, 1921, 1924, 1926, 1928, 1934, 1943 zijn niet (meer) in gebruik (januari 2021)
1. ↑  Doriann Kransberg/Collectie Stichting IJbeeld, De Ruijterkade met Vluchthaven. Stadsarchief Amsterdam-Beeldbank (18 juli 2006). Geraadpleegd op 18 januari 2022.